# Алберто Маси
Алберто Маси (на италиански: Alberto Masi) е италиански футболист играещ като централен защитник за Ювентус.
Роден е на 2 септември, 1992 г. в град Генуа, Италия.
Юноша на Сампдория. Започва своята професионална кариера през 2009 г. в Лаванезе. През 2011 г. преминава в Про Верчели. От 2012 г. е играч на ФК Ювентус.